# 조대나 브루스터
조대나 브루스터(영어: Jordana Brewster, 1980년 4월 26일 ~ )는 파나마 출신 미국의 배우이다. 10대 때부터 연기를 시작해 1995년 연속극 《올 마이 칠드런》의 단역으로 데뷔했다. 이후 《애드 더 월드 턴즈》의 조역으로 활동하며 경력을 쌓았으며, 2000년대에 분노의 질주 시리즈의 미아 역을 맡으면서 유명해졌다.

## 출연 작품
- 리썰 웨폰
- 분노의 질주
- D.E.B.S.
- 분노의 질주: 더 오리지널
- 분노의 질주: 언리미티드
- 분노의 질주: 더 맥시멈
- 분노의 질주: 더 세븐
- 분노의 질주: 더 얼티메이트
- 분노의 질주: 라이드 오어 다이 - 미아 토레토 역
- 패컬티
- 인비저블 서커스